# Eristalinus dulcis
Eristalinus dulcis är en tvåvingeart som först beskrevs av Karsch 1887.  Eristalinus dulcis ingår i släktet slamflugor, och familjen blomflugor. Inga underarter finns listade i Catalogue of Life.